# Manuel José de Zuloaga
Manuel José de Zuloaga y Orendain (Ciudad de México, 27 de abril de 1769 - Chihuahua, Chihuahua, 2 de septiembre de 1832) fue un político y militar mexicano que se desempeñó, entre otros cargos, como Comisario General de Chihuahua y diputado al Congreso Constituyente de 1822.

## Biografía
Manuel José de Zuloaga fue hijo de Tomás Zuloaga Donesteve y María Josefa Orendáin y Soroa. Fue bautizado en el Sagrario Metropolitano en la Ciudad de México, un día después de su nacimiento con el nombre "Manuel José Anasatacio Bernardo". Su padre, miembro de la Real Sociedad Bascongada de Amigos del País, fue originario de la zona de Azpeitia en Guipúzcoa y llegó a México en 1757 como criado del mercader Ignacio de Aguirre. Su madre fue parte de una familia acaudalada, siendo su padre fundidor y contador de la Casa de la Moneda de México y su padrino el Marqués de Santa Fe de Guardiola.

### Trayectoria
No se cuentan con muchos datos sobre la primera parte de su carrera militar, pero se sabe que llegó al norte de México acompañando a su tío, el brigadier y comandante general de las Provincias Internas, Jacobo de Ugarte y Loyola, quien comenzó funciones en 1786. Para 1799 aparece registrado como segundo Teniente de la Cuarta Compañía Volante situada en el puesto de San Pablo, quedándose a residir en el norte del país a pesar del traslado de su tío a Nueva Galicia en 1790. Contrae matrimonio en la ciudad de Chihuahua a finales de 1801, donde aparece con el grado de Teniente de Caballería. En 1803 se desempeñaba como oficial de la Secretaría de la Comandancia General cuando Don Nemesio Salcedo y Salcedo ejercía el cargo de Comandante. Posteriormente tomaría distintos cargos en la administración de rentas de Álamos y de Chihuahua. En el año de 1819 fue llamado por el Obispo de Durango para una comisión del Real Servicio de Cuentas, y en este documento se refieren D. Manuel José como "Administrador propietario de Rentas Reales y encargado de la Tesorería de Chihuahua". De acuerdo al historiador chihuahuense Lorenzo Arellano Schetelig, Zuloaga sería nombrado más tarde como Comisario de Guerra y, después de la consumación de la Independencia, se le nombró Comisario General.
En 1822 fue elegido por Nueva Vizcaya como diputado para el Primer Congreso Constituyente de México, donde votó junto con Valentín Gómez Farías en la sesión extraordinaria del día 19 de mayo para promover la inmediata coronación de Agustín de Iturbide como emperador de México. Ese mismo año escribió y presentó al Congreso la "Memoria sobre las proporciones naturales de las Provincias Internas Occidentales, causas de que han provenido sus atrasos providencias tomadas con el fin de lograr su remedio, y las que por ahora se consideran oportunas para mejorar su estado, e ir proporcionando su futura felicidad" junto con los también diputados Juan Miguel Riezgo (por Sinaloa), Salvador Porras (por Durango) y Francisco Velasco (por Sonora), conteniendo amplias recomendaciones sobre cómo administrar aquella región política, militar y económicamente. El reporte buscó otorgar más control local de cada región, asegurando excepciones hacendarias (en particular para Nuevo México), consideraciones sobre el uso y venta de tierras, y sobre el manejo de los pueblos indígenas de la zona. Los autores "insistían particularmente en la necesidad de dividir el gobierno de cada provincia de la región citada y de establecer diputaciones provinciales e intendencias en cada una de ellas". Zuloaga conoció profundamente los territorios comprendidos en el estudio debido a su trabajo militar y administrativo en la zona, que lo llevó a conocer con mucho detalle la situación social, política, económica y geográfica de las Provincias Internas.
En el año de 1824 aparece en documentos gubernamentales como Ministro Tesorero de la Caja Nacional de Chihuahua. Fue uno de los últimos Mayordomos de Fábrica en las obras de la Iglesia Parroquial de Chihuahua, hoy día Catedral. Al instituirse la Administración General de Rentas en el Estado el año de 1826, D. Manuel José fue el primero en ocupar su Jefatura y, por esa época, se le nombró Vocal de la Junta Protectora de la Imprenta. Por una serie de enfermedades, en el año de 1827 fue trasladado al servicio hacendario de la misma ciudad en clase de agregado
A través de una serie de notas de prensa de inicios de 1830, se pueden recuperar algunas de las posiciones políticas de Zuloaga. Fue conocido su apoyo por el Plan de Jalapa, que consideró 'justo y necesario' para revertir el orden constitucional, que habría sufrido un golpe tras la elección presidencial de agosto de 1828 y el Motín de la Acordada. De estas convulsiones Zuloaga culpó a la existencia de los partidos políticos o logias existentes en la época de los males de la sociedad mexicana. Cuando en el periódico "Regeneración Política" de Francisco de Íbar se hace mención a Zuloaga como parte de la logia yorquina, el ayuntamiento de la ciudad de Chihuahua publicó una nota en El Sol para respaldar el carácter del militar y dejar claro que nunca fue parte de alguno de los partidos existentes.

El Ayuntamiento de la ciudad de Chihuahua, capital del estado de su nombre, &c. Certifica en cuanto puede y debe y el derecho le permite: Que d. Manuel José de Zuloaga hasta el día no ha pertenecido ni pertenece a ninguno de los partidos que desgraciadamente han ecsistido (sic) en nuestra patria con los nombres de escoceses y yorquinos, y antes al contrario, sabe que ha desaprobado su ecsistencia (sic) como perjudicial a toda sociedad bien establecida: que se ha opuesto con cuantos arbitrios han estado a su alcance para que no lograse en este estado la dominación y tiranía a que propendía y propende el segundo más atroz de los partidos que ha destrozado nuestra carta fundamental: que también sabe que en todas épocas y circunstancias ha servido al estado con sus luces y moderación, no solo a evitar con su influjo asonadas revolucionarias, sino que ha hecho inclinar a todas las personas bien intencionadas y de influjo en favor de sus instituciones y de la causa nacional, como ha sucedido últimamente con el plan de Jalapa: que sabe también el mismo cuerpo capitular los respetos y aprecio con que lo han distinguido las tropas en este estado, considerándolo como benefactor en remediar las necesidades de las guarniciones de estas fronteras, ocurriendo muchas veces bajo su responsabilidad a contraer créditos con los capitalistas de esta ciudad para atender a aquellas: que los capitulares de este ayuntamiento consideran la persona de d. Manuel José de Zuloaga, como necesaria y única en el estado, capaz de obtener el destino de comisario general, por su acreditada probidad y ecsacto (sic) cumplimiento en el desempeño de sus deberes. Y por último, el ayuntamiento mira en el espresado (sic) d. Manuel José de Zuloaga, el civismo de un verdadero republicano, el hombre que merece transmitir la memoria a nuestros sucesores como padre de los pueblos, benemérito del estado y ejemplo de moderación. Y a petición oficial del interesado, se estendió la presente para los usos que le convengan, en el concepto de que se ha dicho más de lo que el interesado pide, y se ha suprimido bastante, lo que honra su persona como cierto y notorio en esta capital y todo el estado, la cual firmaron en dicha ciudad a los veinte y dos días del mes de febrero de mil ochocientos treinta, por ante mí de que certifico.-- Francisco Xavier de Loza.- Bernardo Revilla.- Manuel Sánchez-Aldana.- Pablo de Jesús Porras.- José Guadalupe Calderón.- Juan Terrazas.- Joaquín Bustamante.- Pedro José de Irigoyen.- Antonio Guaspe.- José Calbes.- José Ignacio Orona.- Ignacio Delgado.- Antonio Gómez del Campo.- Eduardo Trillo.- Manuel Nava, secretario.
Ayuntamiento de Chihuahua, Febrero de 1830

Fallecería al poco tiempo, el 2 de septiembre de 1832, después de haber sido jubilado con la mitad del sueldo por sus servicios prestados.

### Familia y descendencia
Don Manuel José de Zuloaga, contrajo matrimonio con Mariana Trillo Muñoz de Olvera el 6 de diciembre de 1801 en la ciudad de Chihuahua. Fueron padres de al menos siete hijos, la mayoría de ellos con trayectoria política propia.
- Luis Zuloaga Trillo (1803-1864). Legislador local, magistrado, diputado federal y gobernador del estado de Chihuahua en 1845 y 1853
- José María Zuloaga Trillo (1804-1868). Político conservador, diputado, jefe político y brevemente gobernador del estado de Chihuahua en 1859
- Tomás Zuloaga Trillo (1805-1868). Abogado, ministro de la Suprema Corte del estado y político conservador. Con la llegada del II Imperio Mexicano, fue nombrado Prefecto Imperial.
- María Petra Zuloaga Trillo (1810-1849). Esposa de José de Jesús Marichalar Trillo
- Félix María Zuloaga Trillo (1813-1898). Político y militar, electo Presidente de México por el partido conservador.
- Manuela Zuloaga Trillo (1816-?). Esposa de José Ignacio Díaz-Valdez Urrutia
- Concepción Zuloaga Trillo (?-1847). Esposa de José Ignacio Díaz-Valdez Urrutia, viudo de su hermana Manuela

En distintas fuentes se hace referencia a este Zuloaga como el genearca de los Zuloaga asentados en Chihuahua lo que es sólo parcialmente cierto. Esto se debe a una confusión cuando se ignora que los hermanos Ramón, Pedro y Leonardo Zuloaga Olivares llegaron a México hasta la segunda década del siglo XIX, aunque asentándose en las mismas zonas de influencia, dando lugar a la coexistencia de dos familias con el mismo apellido, en la misma región y en los mismos círculos políticos. Después de que Pedro Zuloaga Olivares casara con Luz Cuilty Bustamante, se convertirían en grandes latifundistas y los Zuloaga de mayor relevancia para la vida económica y social del estado.